# Schnelllesen
Schnelllesen gehört zu den Lesestrategien und steht für die Fähigkeit, überdurchschnittlich schnell Texte zu lesen und dennoch den Inhalt des Textes zu verstehen. Es ähnelt dem weniger systematischen Querlesen.

## Fähigkeit des Schnelllesens
Um die Fähigkeit des Schnelllesens einer Person messen zu können, müssen die Faktoren der Lesegeschwindigkeit und des Textverständnisses gleichzeitig überprüft werden: Unter einer hohen Lesegeschwindigkeit darf die Lesekompetenz nicht leiden. Tatsächlich hängt dieses aber von der Lesekompetenz ab: Überschreitet ein Leser eine gewisse Lesegeschwindigkeit, wird Untersuchungen Ronald P. Carvers zufolge seine Lesekompetenz in ungefähr antiproportionalem Verhältnis abnehmen.
Während es zunächst als umstritten galt, ob schnelles Lesen trainiert werden kann, wird dieser Umstand in der Wissenschaft auch aufgrund diverser offensichtlich erfolgreicher Techniken zum Schnelllesen weitgehend akzeptiert. Mit den erlernbaren Techniken des Schnelllesens sind für geübte Leser Werte von 800 bis 1500 gelesenen Wörtern pro Minute erreichbar, ohne das Textverständnis erheblich einzuschränken. Bei einem durchschnittlichen geübten Leser, der allerdings keine Techniken des Schnelllesens verwendet, wird von einem durchschnittlichen Wert von etwa 250 Wörtern pro Minute ausgegangen. Von einigen Schnelllesern wurden auch über längere Zeiträume wesentlich höhere Werte von über 4000 Wörtern pro Minute erreicht. Den Weltrekord im Schnelllesen soll dabei Anne Jones halten, die das Buch Harry Potter und die Heiligtümer des Todes in einer Zeit von 47 Minuten gelesen haben soll, was einen Lesewert von 4.251 Wörtern pro Minute ergibt.
Bereits 1969 untersuchte G. Harry McLaughlin eine große Gruppe Schnellleser und entdeckte eine von ihm als „Miss L“ bezeichnete Person, die Texte mit Spitzenwerten von bis zu 9000 Wörtern pro Minute bei einer Durchschnittsgeschwindigkeit von 3750 Wörtern pro Minute erfassen konnte – derartige Werte scheinen also von den schnellsten Lesern erreichbar. Andere Untersuchungen geben an, Personen mit noch weitaus höheren Lesegeschwindigkeiten ermittelt zu haben (Schale 1970: mehrere Teilnehmer mit über 20.000 Wörtern pro Minute, eine Person mit 41.000 Wörtern pro Minute), die Validität dieser Untersuchungen wird aber angezweifelt.

## Leseprozess
Beim Lesen eines Texts durch einen geübten Leser werden – auch ohne Techniken des Schnelllesens – weniger einzelne Buchstaben erfasst, sondern Wörter und Wortgruppen vom Gehirn erkannt, ohne die einzelnen Buchstaben nacheinander zu lesen. Wie lang die vom Gehirn als Einheit erkannten Wortgruppen sein können, ist individuell unterschiedlich und wird von der Gestaltung des Texts beeinflusst.
Grundsätzlich wird beim Lesen nur ein kleiner Teil der vorhandenen Buchstaben scharf erfasst. Das Hauptkriterium für die Erfassung von Text ist die Wiedererkennung von Wörtern bzw. Wortgruppen. Diese Wortgruppen können als Ganzes erfasst werden, da sie vom Leser zum größten Teil als Bild inklusive Bedeutung bereits abgespeichert sind. Voraussetzung hierfür ist, dass dem Gehirn die Wortgruppe, das einzelne Wort oder zumindest einzelne Wortbestandteile bekannt sind. Kann das Gehirn Wortgruppen in den semantischen Kontext des Texts einordnen, wird die Lesegeschwindigkeit hierdurch signifikant erhöht. Die Größe der im Ganzen aufgenommenen Wortgruppen ist sowohl von der individuellen Fähigkeit des Lesers als auch von der Gestaltung des Textbilds, etwa durch die verwendete Schriftart, und der Rahmenbedingungen abhängig.
Texte in Serifenschriften können tendenziell schneller gelesen werden und auch die vermischte Verwendung von Groß- und Kleinbuchstaben wie in der deutschen Schriftsprache verbessern die Voraussetzungen für eine hohe Lesegeschwindigkeit. Ebenfalls förderlich ist ein in Spaltensatz angeordneter Text, da der Text so mitunter zeilenweise vom Gehirn aufgenommen werden kann. Da auch um die Fovea centralis herum noch Sehschärfe vorhanden ist, ist es darüber hinaus sogar denkbar, dass besonders schnelle Leser mehrere Zeilen gleichzeitig erfassen. In der Forschung umstritten ist allerdings, ob die Informationen dann seriell oder parallel vom Gehirn aufgenommen werden.

## Wissenschaftliche Untersuchungen
Das Interesse an den Techniken des Schnelllesens stieg in den 1950er Jahren an, als von verschiedenen Wissenschaftlern Thesen zur Erlernbarkeit von Schnelllesetechniken aufgestellt wurden. So behauptete Evelyn Wood, Steigerungen der Lesegeschwindigkeit von 250 auf 1000 gelesene Wörter pro Minute seien durch die Anwendung bestimmter Techniken erreichbar. Später stellte Wood Thesen über „natürliche Schnellleser“ auf; damit sind Personen gemeint, die ohne die bewusste Anwendung gezielter Techniken erheblich höhere Lesegeschwindigkeiten erreichen als durchschnittliche geübte Leser. Diese Thesen waren im Laufe der nachfolgenden Jahrzehnte Gegenstand diverser wissenschaftlicher Untersuchungen, konnten letztendlich aber wegen der Schwierigkeiten der Nachweise weder bestätigt noch widerlegt werden. Genauso gab es in den 1960er Jahren aber Wissenschaftler, die die Techniken des Schnelllesens stark in Zweifel zogen: Homa bezog die Fähigkeiten des Schnelllesens auf die Fähigkeit, schnell blättern zu können, und Sprache quantifizierte die maximal zu erreichende Lesegeschwindigkeit auf „800 bis 900 Wörter pro Minute“.
Eine Metastudie von Musch und Rösler ergab 2011, dass die Forschung auf dem Gebiet des Schnelllesens, insbesondere hinsichtlich der Untersuchungen von Lesegeschwindigkeiten von Probanden, überdurchschnittlich vielen methodischen Mängeln unterliegen und von populärwissenschaftlicher Literatur dominiert wird, die keine aussagekräftigen Ergebnisse liefert. Insgesamt herrscht in der Fachliteratur Einigkeit darüber, dass es Personengruppen von Schnelllesern und einzelne Personen mit extrem guten Schnelllesefähigkeiten gibt. Umstritten ist hingegen die Frage, inwieweit diese Fähigkeiten durch Techniken gezielt erlernt werden können.
Im Jahr 2015 hat die Stiftung Warentest in vergleichenden Tests die Wirksamkeit einiger Trainings zum Schnelllesen geprüft. Bei einigen Probanden wurde ein Anstieg der Lesegeschwindigkeit um 50 Prozent festgestellt, wobei das Textverständnis dabei vereinzelt abnahm.

## Zweifel am Textverständnis von Schnelllesern
Kritiker unterstellen Schnelllesern, weniger Informationen aus dem gelesenen Text aufzunehmen als Personen, die diesen Text in gewöhnlichem Tempo von bis zu 300 Wörtern pro Minute lesen. Diese Unterstellung scheint zunächst nachweisbar, konnte in verschiedenen Studien über Schnellleser allerdings weder bestätigt, noch widerlegt werden. In einer Studie des Psychologen Bruce L. Brown von der Brigham Young University im Jahr 1981 wurde explizit die Lesekompetenz von Lesern normaler Geschwindigkeit mit der von Schnelllesern verglichen: Beide erreichten einen Verständnisgrad von 65 %, wobei die Schnellleser den Text fünf- bis sechsmal schneller erfassten. Die These, dass hierunter das Textverständnis signifikant leidet, konnte bisher in keiner wissenschaftlich haltbaren Studie bestätigt werden. Eine Metastudie der University of California in San Diego von Keith Rayner, Elizabeth Schotter und anderen Wissenschaftlern aus dem Jahr 2016 ergab allerdings, dass Schnelllesen einen Kompromiss zwischen Geschwindigkeit und Genauigkeit darstellt.